# Râul Sâi
Râul Sâi este un curs de apă, afluent al Dunării. 